# Peshtigo
Coordonate: 45°3`N 87° 44`W
Peshtigo este o localitate în comitatul Marinette, statul Wisconsin, SUA. Localitatea ocupă suprafața de  8,3 km² și a avut în anul 2000, 3.357 de locuitori. Ea a fost distrusă în anul 1871 de un incendiu, care a izbucnit în pădure.